# راس تیلور
لوترو راس پوتوآ لوته تیلور (به انگلیسی: Ross tylor, Luteru Ross Poutoa Lote Taylor) (زادهٔ ۸ مارس ۱۹۸۴) بازیکن بین‌المللی کریکت و کاپیتان سابق تیم ملی نیوزیلند است. او بهترین گلزن نیوزلند در تست کریکت و کریکت ODI است. تیلور اولین بازیکن کریکت است که در ۱۰۰ مسابقه در هر سه فرمت بین‌المللی کریکت بازی کرده‌است.